# Zeitgeschichtliches Bildungszentrum Schloss Egg

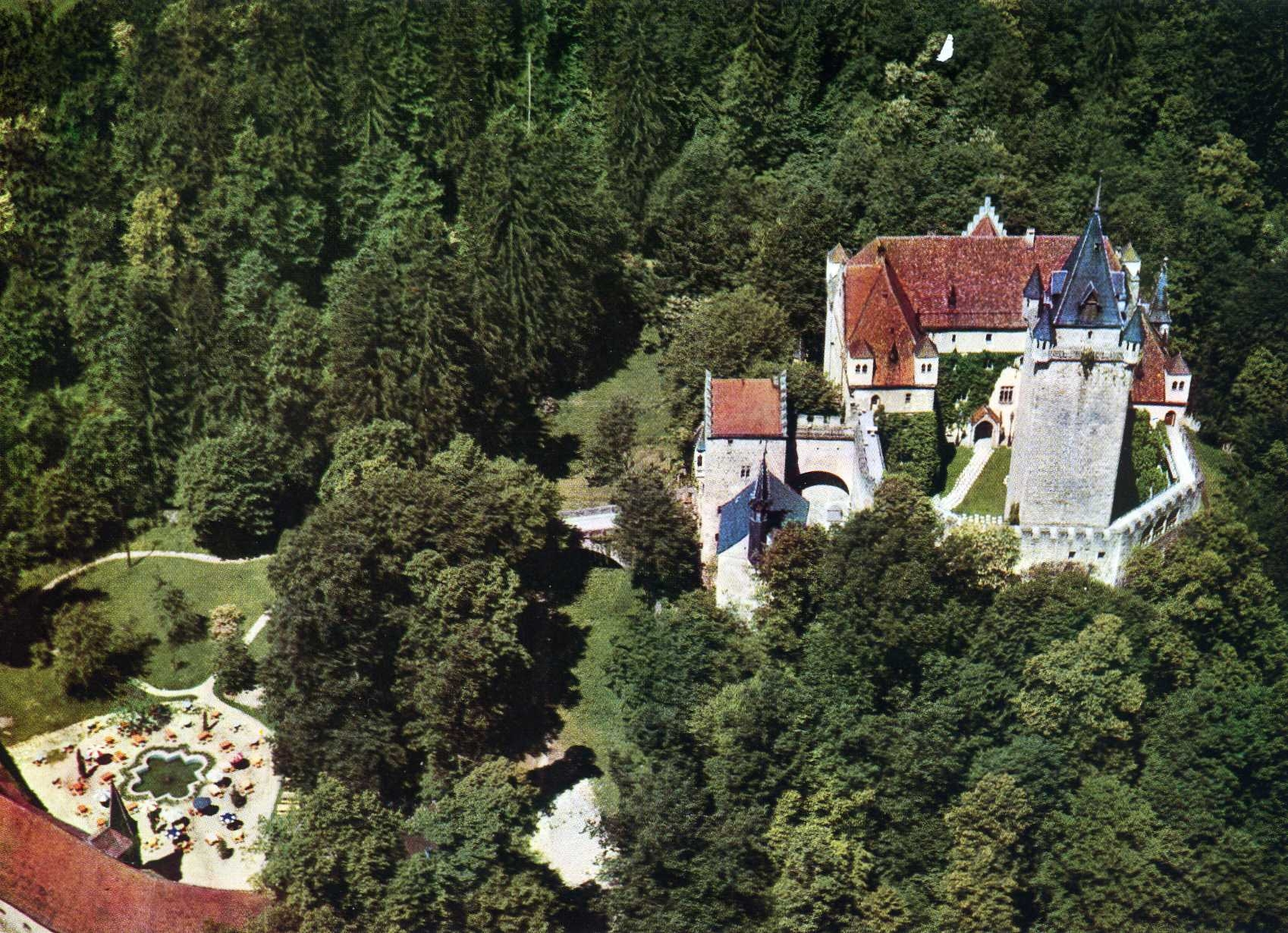
Zeitgeschichtliches Bildungszentrum Schloss Egg

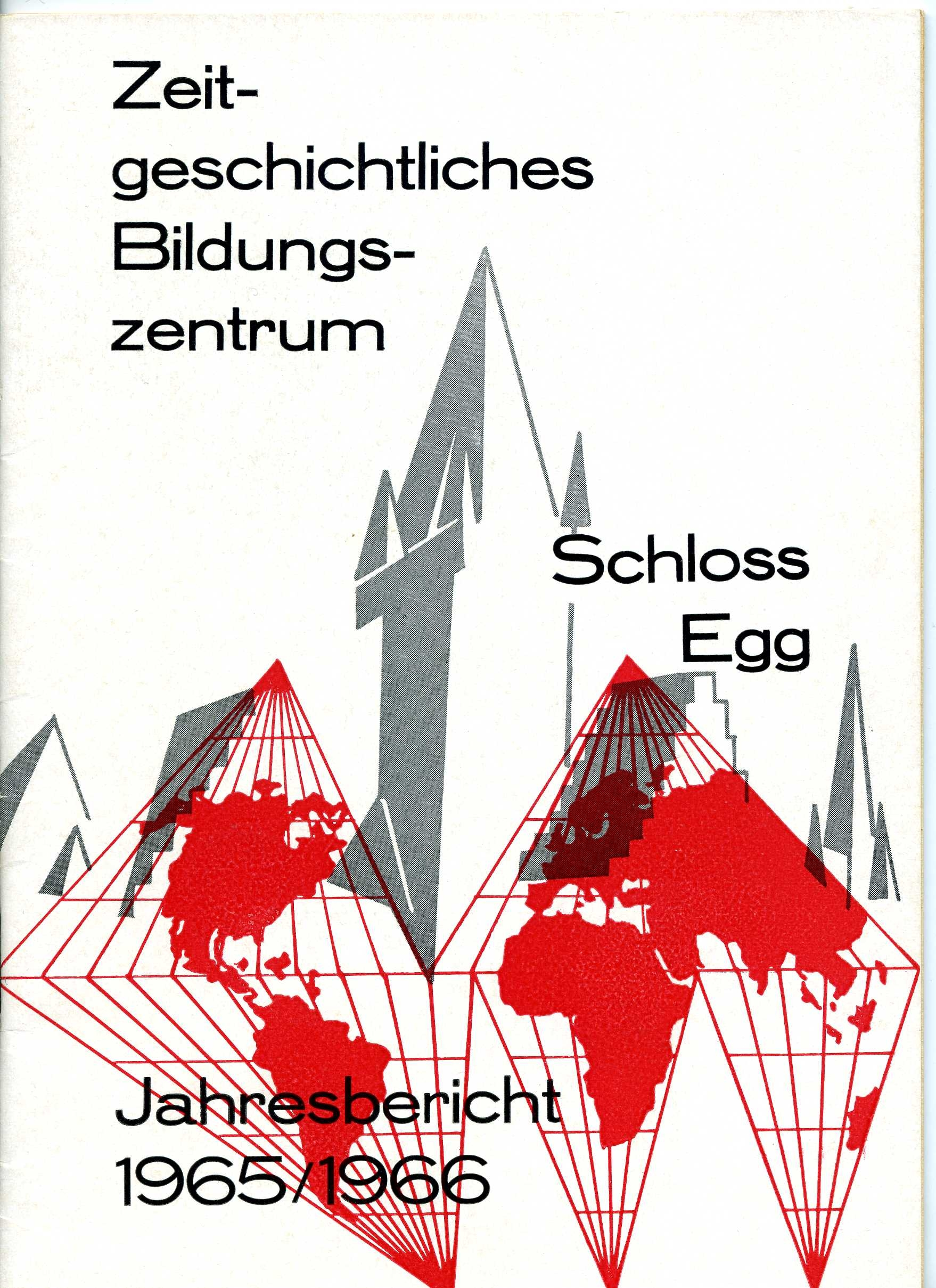
Zeitgeschichtliches Bildungszentrum Schloss Egg

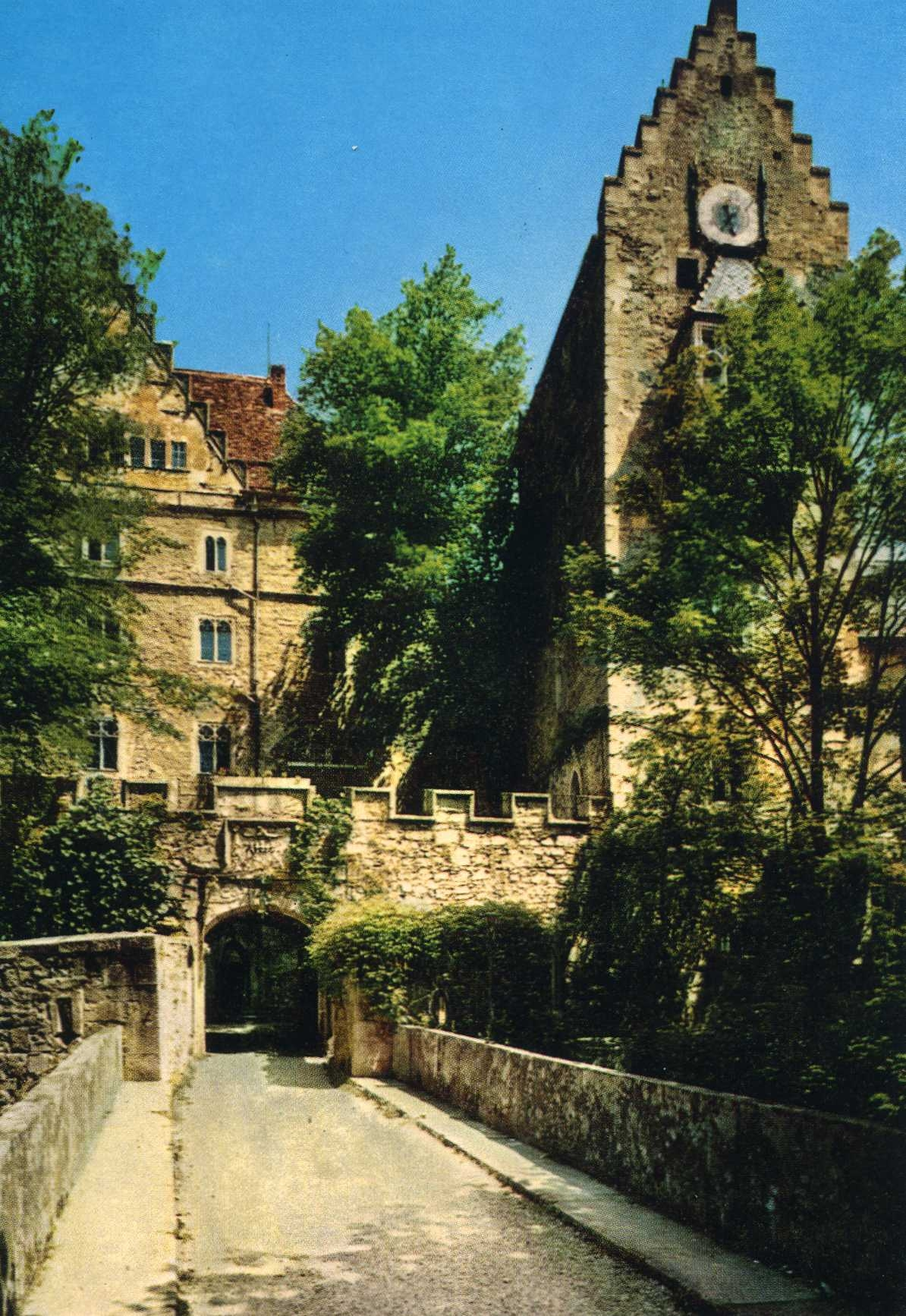
Zeitgeschichtliches Bildungszentrum Schloss Egg

Das Zeitgeschichtliche Bildungszentrum Schloss Egg im Ostbayerischen Grenzland e. V. war ein niederbayerisches Bildungszentrum. Es hatte von 1960 bis zum Ende der 1980er Jahre seinen Sitz auf Schloss Egg in Bernried bei Deggendorf. Es gehörte zu den unabhängigen Einrichtungen für politische Bildung und gab keiner politischen und konfessionellen Bindung den Vorzug.

## Geschichte
Das Bildungszentrum wurde im Jahr 1959 gegründet. Es entstand als Einrichtung der VHS/VBW Niederbayern. Die Verantwortung zur Durchführung der politischen Bildungsarbeit übertrug der Vorstand dem damaligen Zweiten Vorsitzenden der Bezirksarbeitsgemeinschaft Niederbayern, Fred-Helge Gornig-Henricken, dem Gründer der Einrichtung. 
Nach Sanierungs- und Renovierungsarbeiten wurde im Jahr 1960 Schloss Egg bezogen. Nach dem Ausscheiden Gornig-Henrickens Ende der 1980er Jahre stand Schloss Egg den Nachfolgern nicht mehr zur Verfügung. Die Einrichtung zog aus dem Schloss aus und nannte sich von nun an Europa-Akademie Bildungszentrum Bernried mit Sitz im Ortskern von Bernried, Niederbayern.

## Leitung
Direktor Fred-Helge Gornig-Henricken gründete und leitete das Zeitgeschichtliche Bildungszentrum Schloss Egg 30 Jahre. Auch war er für den im Haus vorhandenen Übernachtungs- und Verpflegungsbetrieb verantwortlich und von Anfang an im Vorstand des Vereins sowie als Referent tätig. Langjährige Mitarbeiter waren unter anderem Angela Tietze (Geschäftsführung und Sekretariat) und Evelyn Strehlke (Wirtschaftsverwaltung) sowie die Studienleiter Ludwig Traut-Welser und Hans F. Momma.

## Referenten
Referenten waren Universitätsprofessoren, sonstige Wissenschaftler, Politiker aus Bund, Ländern und Gemeinden, Journalisten, Offiziere der Bundeswehr und Dozenten insbesondere aus der Politikwissenschaft, Rechtswissenschaft, Volkswirtschaft und Geschichte. Zu nennen sind Bundespräsident Karl Carstens, Bundestagspräsidentin Annemarie Renger und der „Vater der Raumfahrt“ Hermann Oberth.

## Besucher
Allein bis 1985 nahmen nahezu 100.000 Teilnehmer an den Veranstaltungen des Bildungszentrums teil, darunter über 60.102 Seminarteilnehmer, die zwei bis 14 Tage im Hause weilten. Es wurden 249 Fachtagungen, 259 Studientagungen, 706 politische Seminare, 45 internationale und europäische Tagungen und Seminare, 144 Informations- und Begegnungsfahrten und 184 Vortragsveranstaltungen durchgeführt. An den 655 Grenzlandfahrten in den Bayerischen Wald mit Besichtigung der Grenze zur Tschechoslowakei nahmen 24.697 Personen teil. 63,5 % der Teilnehmer kamen aus Bayern, 31,7 % aus den anderen Bundesländern und Berlin (West), 3,8 % aus dem europäischen Ausland und 1,0 % aus dem außereuropäischen Ausland. 31,5 % der Teilnehmer waren Studenten und Schüler, 23,6 % Beamte, 16,7 % Angestellte. Zusätzlich konnte das Bildungszentrum 68 Einzelvorträge mit 4666 Teilnehmern und eine Informationsreise in die Vereinigten Staaten mit 145 Teilnehmern durchführen. Zur Ergänzung der politischen Bildungsarbeit wurden Konzert- und Liederabende sowie Rezitationsabende dargeboten.

## Schriftenreihe
Die Bildungseinrichtung gab die Schriftenreihe „Aus Politik und Zeitgeschehen“ heraus:
- Heft 1: Staat und bewaffnete Macht.
- Heft 2: Afrika und Europa.
- Heft 3: Die USA nach den Präsidentenwahlen.
- Heft 4: Im Dienste der Demokratie.
- Heft 5: Der Weg zum Vereinigten Europa.
- Heft 6/7: Asien gestern, heute und morgen.
- Heft 8: Grundsätze soldatischer Führung.
- Heft 9: Der ferngesteuerte Mensch.
- Heft 10/11: Unsere Welt heute.